# Delosperma floribundum
Delosperma floribundum är en isörtsväxtart som beskrevs av L. Bol.. Delosperma floribundum ingår i släktet Delosperma, och familjen isörtsväxter. Inga underarter finns listade i Catalogue of Life.

## Bildgalleri

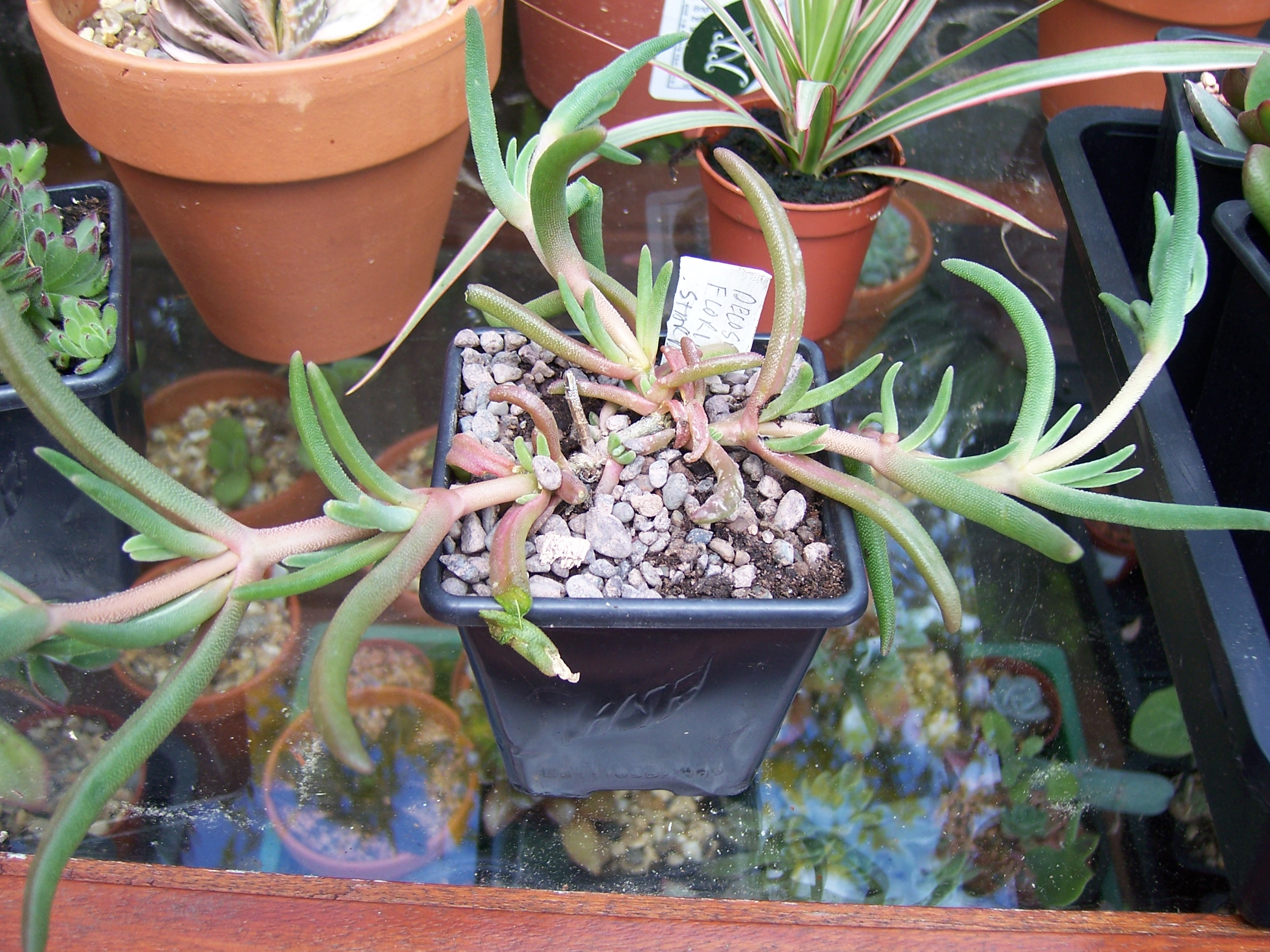
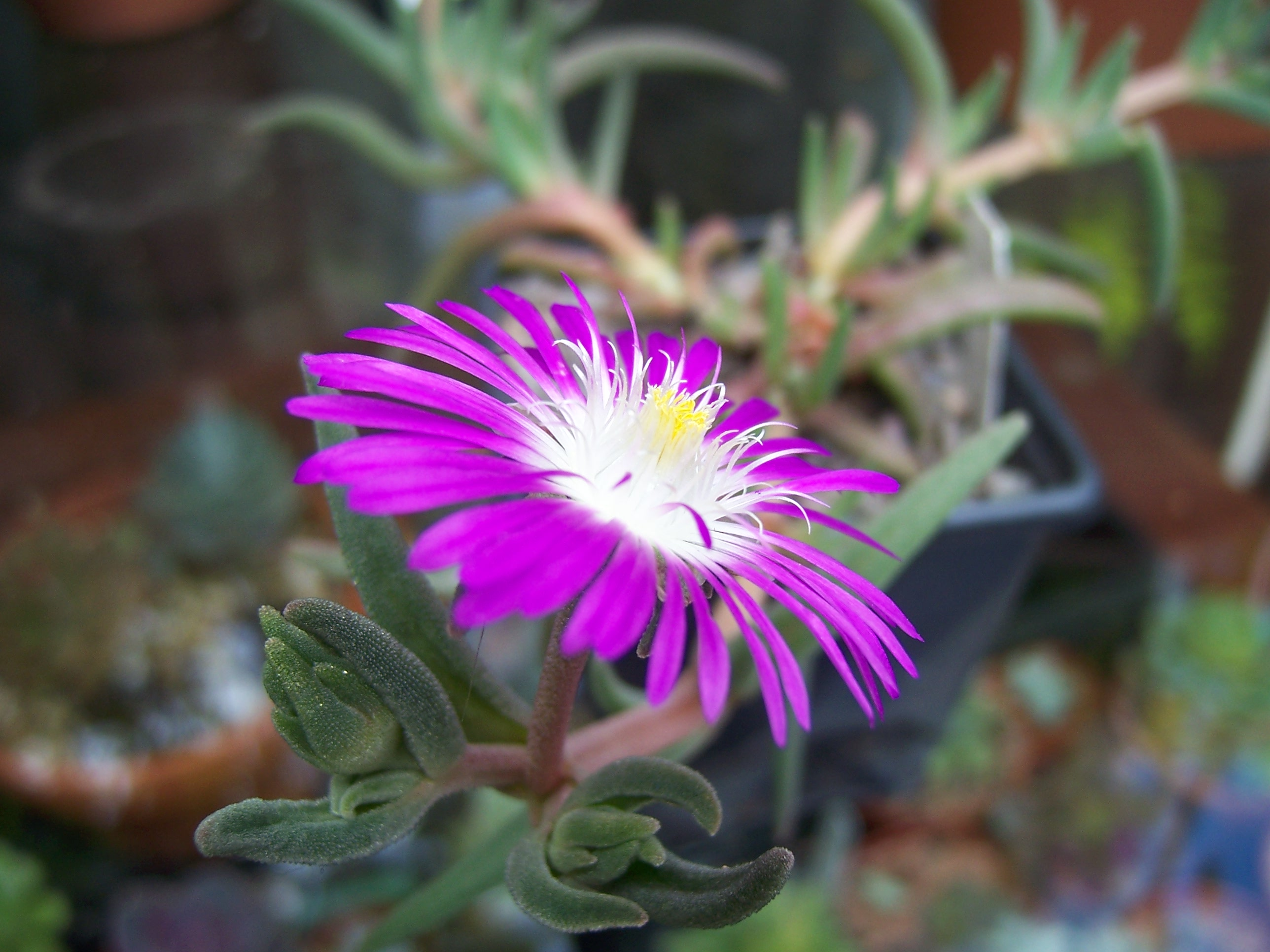